# Pseudovates paraensis
Pseudovates paraensis es una especie de mantis de la familia Mantidae.

## Distribución geográfica
Se encuentra en Brasil y México.